# 宜秀区
宜秀区（ぎしゅう-く）は、中華人民共和国安徽省安慶市に位置する市轄区。

## 行政区画
- 街道:大橋街道、菱北街道
- 鎮:大竜山鎮、楊橋鎮、羅嶺鎮
- 郷:白沢湖郷、五横郷